# 30179 Movva
30179 Movva è un asteroide della fascia principale. Scoperto nel 2000, presenta un'orbita caratterizzata da un semiasse maggiore pari a 2,4308396 au e da un'eccentricità di 0,1433853, inclinata di 3,87022° rispetto all'eclittica.
L'asteroide è dedicato allo studente statunitense Rajiv Movva.